# Cantó de Bièvres
El cantó de Bièvres és un antic cantó francès del departament d'Essonne, que estava situat al districte de Palaiseau. Comptava amb sis municipis i el cap era Bièvres.
Al 2015 va desaparèixer i el seu territori va passar a formar part del cantó de Gif-sur-Yvette.

## Municipis
- Bièvres
- Saclay
- Saint-Aubin
- Vauhallan
- Verrières-le-Buisson
- Villiers-le-Bâcle

## Història
| Data d'elecció                           | Identitat         | Partit                    | Qualitat |
| ---------------------------------------- | ----------------- | ------------------------- | -------- |
| 1967-1988                                | Jean Simonin      | UDR, després RPR          |          |
| 1988-2001                                | Bernard Mantienne | divers droite, després UC |          |
| 2001-                                    | Thomas Joly       | Divers droite             |          |
| les dades anteriors no són pas conegudes |                   |                           |          |
|                                          |                   |                           |          |

## Demografia
| A partir de 1990: Població sense dobles comptes |